# Haplochromis astatodon
Haplochromis astatodon es una especie de peces de la familia Cichlidae en el orden de los Perciformes.

## Morfología
Los machos pueden llegar alcanzar los 10,1 cm de longitud total.

## Distribución geográfica
Se encuentra en el lago Kivu (África Oriental ).